# 片山健太郎
片山健太郎（かたやま けんたろう、1976年6月 - ）は、日本の財務官僚、経済学者。

## 来歴
1995年3月、慶應義塾高等学校を卒業し、同年4月、東京大学文科二類（教養学部）に入学。1999年3月、東京大学経済学部経済学科卒業。在学中は伊藤元重の国際経済のゼミに所属。卒論は「住専問題を通じた日本の金融規制システムの理論的分析」。同年、同大学大学院経済学研究科現代経済専攻に入学。同年10月、市場価値測定研究所主任研究員。2001年3月、大学院修士課程修了。大学院の指導教官は財政学、公共経済を専門とする井堀利宏。修士論文は「Voting Effect on Policy-Making with Public Information」。
同年4月、財務省入省（配属先は大臣官房総合政策課）。経済対策の企画・立案やデフレ対策などを担った。2003年、札幌国税局調査査察部。2004年7月、主税局総務課総務第一係長。税制改正の取りまとめのほか、定率減税の縮減・廃止、政府税調答申にも当たった。2006年から2年間、ウォーリック大学へ留学。
2008年、関税局関税課長補佐。2009年7月、大臣官房文書課長補佐（審査・管理）兼大臣官房秘書課長補佐（調査）。2010年7月、大臣官房文書課長補佐（審査・管理・広報企画）兼大臣官房秘書課長補佐（調査）。2014年7月、主計局主計官補佐（文部科学係主査）。2015年7月、主計局主計官補佐（調整第一係主査）。2017年7月、主計局主計官補佐（厚生労働総括、第一係主査）。2019年4月1日、主計官主計官補佐（厚生労働総括、第一係主査）兼主計局社会保障企画室長。同年7月9日、大臣官房秘書課人事調整室長兼大臣官房秘書課長補佐。
2024年7月12日、主計局調査課長兼主計局主計企画官（財政分析担当）。
2016年、ダボス会議を主催する世界経済フォーラムが選ぶ2016年度の「ヤング・グローバル・リーダーズ(YGL)に、上村想太郎（東京大学大学院 理学系研究科教授）、大谷光淳（浄土真宗本願寺派第25世門主）らと共に選ばれる。